# Pierre Nkurunziza

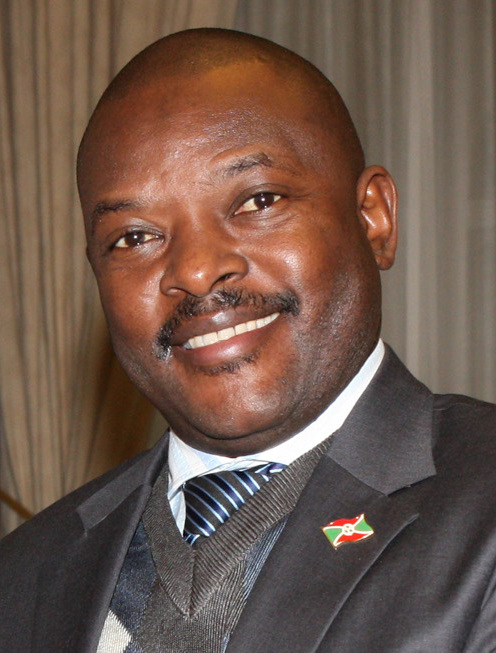
Pierre Nkurunziza (2012)

Pierre Nkurunziza (* 18. Dezember 1964 in Bujumbura; † 8. Juni 2020 in Karuzi) war von 2005 bis zu seinem Tod Präsident von Burundi und Vorsitzender des Conseil national pour la défense de la démocratie – Forces de défense de la démocratie (CNDD-FDD). Die CNDD ist eine ehemalige Rebellenorganisation der Volksgruppe der Hutu, die sich zur politischen Partei gewandelt hat. Am 28. Juni 2010 wurde Nkurunziza in der umstrittenen Präsidentschaftswahl in Burundi 2010 ohne Gegenkandidaten im Amt bestätigt. Im Juli 2015 wurde er abermals wiedergewählt; die Wahl war mit schweren Unruhen verbunden.

## Leben
Nkurunziza wurde in der damaligen Hauptstadt Burundis, Bujumbura, als eines von sieben Geschwistern geboren. Nach einigen Quellen wurde er nicht im Jahr 1964, sondern 1963 geboren. Er ging in Ngozi und Kitenga zur Schule, bevor er an der Universität von Burundi 1990 einen Master in Erziehungswissenschaft und Sport machte. Sein Vater, Eustache Ngabisha, war 1965 Parlamentsmitglied und wurde später Gouverneur der Provinzen Ngozi und Kayanza, bevor er während des Völkermords in Burundi 1972 gegen die Hutu, dem Hunderttausende Burundier zum Opfer fielen, getötet wurde. Von Nkurunzizas Geschwistern wurden nach seinen Angaben zwei nach Ausbruch des Bürgerkrieges 1993 getötet, drei kamen als Kämpfer der CNDD-FDD um. Pierre Nkurunziza war ab 1994 mit Denise Nkurunziza, geborene Bucumi, verheiratet und hatte mit ihr drei Söhne und zwei Töchter.
Am 8. Juni 2020 wurde Nkurunziza laut oppositionellen Medien positiv auf COVID-19 getestet und ins Krankenhaus eingeliefert. Seine Frau war laut ruandischen Medien einige Tage vorher mit derselben Diagnose ins Aga-Khan-Krankenhaus nach Nairobi gebracht worden. Am 9. Juni meldete die burundische Regierung, dass Nkurunziza am 8. Juni an einem Herzstillstand verstorben sei. Es wurde eine siebentägige Staatstrauer angeordnet.

## Politische Laufbahn
Nkurunziza unterrichtete an der Universität, als 1993 nach der Ermordung des ersten Hutu-Präsidenten Burundis, Melchior Ndadaye, der Bürgerkrieg in Burundi ausbrach. Nach einem Angriff der Armee auf die Universität trat Nkurunziza 1995 als Soldat der CNDD-FDD bei. 1998 wurde er zum stellvertretenden Generalsekretär der CNDD-FDD ernannt. 2001 wurde er zu ihrem Führer gewählt. Nachdem sich die Rebellenorganisation Ende 2001 gespalten hatte, wurde er im August 2004 wiedergewählt. Ab Ende 2003 war er Minister für „Good Governance“ in der Übergangsregierung des Präsidenten Domitien Ndayizeye.

## Präsidentschaft
Nach einer Reihe von Siegen der CNDD-FDD in den Wahlen, die im Juni und Juli 2005 abgehalten wurden, wurde Nkurunziza als Präsidentschaftskandidat nominiert. Er wurde am 19. August zum Präsidenten Burundis gewählt und trat das Amt am 26. August 2005 an. Er selbst bezeichnete sich als „von Gott gewählt“. 2010 wurde er wiedergewählt; die Opposition boykottierte die Wahl.
Im Mai 2015 kam es zu einem rasch gescheiterten Putschversuch unter Führung des ehemaligen Geheimdienstkommandeurs General Godefroid Niyombare gegen Nkurunziza. Kurz darauf wurde Nkurunziza in der umstrittenen Präsidentschaftswahl 2015 erneut im Amt bestätigt. Demnach entfielen laut Wahlkommission 69 Prozent der Stimmen auf ihn, während die Opposition die Wahl boykottiert hatte. Nkurunzizas dritte Kandidatur verstieß nach Ansicht der Opposition gegen die Verfassung des Landes, die maximal zwei Amtszeiten vorsieht. Nkurunziza bestritt einen Verfassungsbruch; er argumentierte, seine erste Wahl sei nicht direkt durch das Volk, sondern durch das Parlament erfolgt. Infolge der Differenzen in dieser Frage kam es zu blutigen Unruhen, weshalb die Abstimmung mehrfach verschoben werden musste. Bis Ende Juli kamen 80 Menschen bei Protesten ums Leben, rund 170.000 Einwohner flohen in Nachbarländer.
2018 ließ sich Nkurunziza den Titel „Ewiger Führer“ verleihen. Im Januar 2020 beschloss die Nationalversammlung für die Zeit nach seiner Präsidentschaft nach der Wahl im Mai 2020, dass er neben anderen Vergünstigungen den Titel „Höchster Führer“ führen dürfe. Als Nachfolgekandidaten wählte seine Partei ihren Generalsekretär Évariste Ndayishimiye, der als loyaler Anhänger Nkurunzizas galt. Ndayishimiye wurde im ersten Wahlgang gewählt und sollte Nkurunziza im August als Präsident ablösen. Nach Nkurunzizas Tod wurde der Präsident der Nationalversammlung, Pascal Nyabenda, als kommissarischer Präsident vereidigt.
Der Spiegel schrieb im Nachruf zu seiner Präsidentenzeit: „Die marode Wirtschaft erholte sich, die Volksgruppen der Hutu und Tutsi schienen sich zu versöhnen. Doch wie so oft in Afrika mutierte der Hoffnungsträger zu einem üblen Kleptokraten, der Regimekritiker brutal verfolgen ließ.“